# Tender Years
Singles de George Jones
Family Bible
(1961) Did I Ever Tell You
(1961)
Tender Years est le titre d'une chanson écrite par Darrell Edwards et enregistrée par l'artiste américain de musique country George Jones. Cette chanson a été son deuxième single à atteindre la première position du hit-parade country américain où il s'est maintenu sept semaines non consécutives, et est resté dans ce hit-parade pour un total de trente-deux semaines.  Tender Years a également atteint la 76e place du Hot 100.

## Positions dans les hits-parades
| Chart (1961)                 | Position |
| ---------------------------- | -------- |
| U.S. Billboard Hot C&W Sides | 1        |
| U.S. Billboard Hot 100       | 76       |

## Reprises et adaptations
Cette ballade country a été adaptée en français par Ralph Bernet pour Johnny Hallyday. Publiée au début de l'année 1963, sous le titre Tes tendres années. Précédemment, en 1962, Hallyday à Nashville, a enregistré Tender Years dans sa version originale ; une reprise demeurée inédite jusqu'en 1990.